# Race Course
Race Course är en ort i Jamaica.   Den ligger i parishen Clarendon, i den södra delen av landet, 50 km väster om huvudstaden Kingston. Race Course ligger 20 meter över havet och antalet invånare är 2 974. Den ligger på ön Jamaica.
Terrängen runt Race Course är varierad. En vik av havet är nära Race Course åt sydväst.  Närmaste större samhälle är May Pen, 14,3 km norr om Race Course. 